# Мистерия звука
Мистерия звука е руска музикална компания, която продуцира поп и рок изпълнители. Компанията е създадена през 1999 година. Притежава дъщерния лейбъл Мистерия Рекордс.

## Изпълнители

### Солови изпълнители
- Александър Новиков[1]
- Борис Гребеншиков
- Брендон Стоун
- Валерий Меладзе
- Вера Брежнева
- Делфин
- Кристина Орбакайте
- Олег Митяев
- Юлия Ковалчук
- Noize MC

### Дуети и групи
- Аквариум
- Алиса
- Би-2
- Сектор Газовой атаки

### Изпълнители, напуснали Мистерия звука
- Александър Маршал – в Мистерия звука от 2000 до 2002
- БиС – В Мистерия звука от 2008 до 2010
- Григорий Лепс – В Мистерия звука от 1999 до 2013
- Дима Билан – В Мистерия звука от 2006 до 2009
- Женя Отрадная – в Мистерия звука от 2007 до 2009
- Ленинград – В Мистерия звука от 2001 до 2009
- Манго-Манго – В Мистерия звука само 2001
- Максим Леонидов –
- Мара – В Мистерия звука само 2008
- Николай Носков – В Мистерия звука от 2003 до 2010
- Пелагея – В Мистерия звука от 2005 до 2008
- Пикник – В Мистерия звука от 2009 до 2013
- Юта – в Мистерия звука от 2003 до 2004
- Чёрный кофе – в Мистерия звука от 2000 до 2002
- Total – В Мистерия звука от 2004 до 2016